# Saint Martin (Jersey)
Saint Martin (jèrriais Saint Martîn) – Okręg (parish) na wyspie Jersey, jednej z Wysp Normandzkich. Parish St. Martin leży w północnej części wyspy. W Saint Martin znajduje się stadion krykietowy Farmers Cricket Club Ground, a w jednym z vingtaines także port rybacki i zamek Mont Orgueil.